# Sinthusa amboides
Sinthusa amboides är en fjärilsart som beskrevs av Henry John Elwes 1893. Sinthusa amboides ingår i släktet Sinthusa och familjen juvelvingar. Inga underarter finns listade i Catalogue of Life.